# Бак, Линда
Линда Бак (англ. Linda B. Buck; род. 29 января 1947, Сиэтл, Вашингтон) — американский биолог, лауреат Нобелевской премии по физиологии и медицине (2004) за исследования «обонятельных рецепторов и организации системы органов обоняния». С помощью метода, разработанного лабораторией Линды Бак, было показано, что обонятельная система использует комбинаторную схему кодирования запахов. Исследователь Медицинского института Говарда Хьюза (с 1994 года), член Fred Hutchinson Cancer Research Center (с 2002 года), профессор Вашингтонского университета (с 2003 года).
Член Национальной академии наук США (2003), Национальной медицинской академии США (2006), иностранный член Лондонского королевского общества (2015).

## Биография
Линда Бак родилась в 1947 году. Её мать была домохозяйкой, а отец был инженером-электриком. Вторая из трёх сестёр в семье. Выпускница Вашингтонского университета, в котором в 1975 году получила две бакалаврских степени — по психологии и микробиологии. В 1980 году получила степень доктора философии по иммунологии в University of Texas Southwestern Medical Center. C 1980 по 1984 год фелло-постдок в Columbia University College of Physicians and Surgeons, до 1982 года на кафедре микробиологии, а после — в Институте онкологии в лаборатории Ричарда Аксела, ассоциат последней в 1984-1991 гг. С 1991 по 2002 год преподаватель кафедры нейробиологии Гарвардской медицинской школы: ассистент-профессор, с 1996 года ассоциированый, с 2001 года профессор.
Член редколлегий Current Opinion in Neurobiology (с 1997), Molecular and Cellular Neuroscience (с 2002), Developmental Neurobiology (с 2003).
Член Американской академии искусств и наук (2008) и European Academy of Sciences (2009), фелло Американской ассоциации содействия развитию науки (2002). 
С 2006 года замужем за биологом Roger Brent.

## Награды и отличия
- Стипендия Слоуна (1992)
- McKnight Scholar Award, McKnight Endowment Fund for Neuroscience (1992)
- Science for Art Prize, LVMH (1992)
- Takasago Award for Research in Olfaction, Takasago Corporation (англ.[англ.], 1992)
- Sense of Smell Award, Fragrance Foundation[англ.] (1992)
- John Merck Scholar, John Merck Fund (1993)
- Distinguished Alumnus, University of Texas Southwestern Medical Center (1995)
- R.H. Wright Award in Olfactory Research, Simon Fraser University (1996)
- Unilever Science Award, Unilever (1996)
- Премия Розенстила, Брандейский университет (1996)
- Senior Scholar Award in Aging, Ellison Medical Foundation[англ.] (2000)
- Нейронаучная премия Перла−UNC[англ.] (2002)
- Международная премия Гайрднера (2003)
- Нобелевская премия по физиологии и медицине (2004)
- Brava Award, Women's University Club (2005)
- Distinguished Alumnus Award Вашингтонского университета (2005)
- Golden Plate Award[англ.], Academy of Achievement (2005)
- Alumna Summa Laude Dignata Вашингтонского университета (2006)
- Введена в Международный зал славы Международного женского форума (2006)
- Washington Medal of Merit[англ.] (2007)

Почётный доктор Рокфеллеровского (2011) и Гарвардского (2015) университетов.